# 胡鶴捕物帳
『胡鶴捕物帳』（こかくとりものちょう）は、片桐美亜の漫画作品。最初『ビーンズエース』連載したが休刊により移籍、『月刊Asuka』で連載。全8巻。また、2008年1月25日にドラマCDが発売された。

## 物語
時は江戸時代。とある藩に、派手な着流しが特徴の侍がいた。その名は胡鶴。普段はグウタラだが、悪人どもには容赦しない正義漢である。仲間やライバル・漆亀と共に、世直しの日々を送るのであった。

## 登場人物
※声優はドラマCDによるもの。

### 主要人物
千渡 胡鶴（せんと こかく）
声 - 浪川大輔
主人公。16歳。7月26日生まれの獅子座。O型。167cm。藩主の息子。胸元に黒い鶴の刺青をもち、悪人を成敗する際は必ずこの刺青を見せる。「唐辛子はオレの全て」と言い張るほど唐辛子が好物。刀は人を護るために使うを信条とし、殺生は極力避けている。モデルは赤西仁。
因幡 苑兎（いなば えんと）
声 - 野島健児
18歳。10月10日生まれの天秤座。O型。180cm。胡鶴と共に、悪を成敗する仲間。冷静な性格で的確に仕事をこなす。子供に好かれやすい。藍にライバル視されては、時々仕事中に斬られそうになる。
美作 藍（みまさか らん）
声 - 伊藤静
18歳。11月12日生まれの蠍座。A型。162cm。胡鶴と共に、悪を成敗する仲間。紅一点。
黒澤 錆（くろさわ しょう）
16歳。2月29日生まれの魚座。B型。160cm。胡鶴に付き従う忍者。滅多に喋らず、看板に文字を書き会話する。

### 萬嘉兄弟
萬嘉 漆亀（ばんか しっき）
声 - 櫻井孝宏
17歳。5月5日生まれの牡牛座。A型。176cm。軍服に身を包んだ旗本。腕章は亀。刀は人を斬るために使うを信条としている。胡鶴とは相性が悪いが、何だかんだ言いつつ彼に付き合っている。モデルは亀梨和也。
萬嘉 膠亀（ばんか こうき）
声 - 鈴村健一
14歳(第6巻題二十目で15歳のお祝いだと漆亀に刀を買って貰っている)。2月5日生まれの水瓶座。B型。155cm。漆亀の弟。

### その他
大島 紬（おおしま つむぎ）
声 - 甲斐田ゆき
10歳。6月9日生まれの双子座。B型。130cm。町で絡まれているのを苑兎に助けられて以来、苑兎に懐いている少年。小さいながらもカラクリの発明に長けていて、様々なものを作り出している。
千渡 鶴之進（せんと つるのしん）
声 - 菅生隆之
藩主であり、胡鶴の父親。胡鶴たちに仕事を命令を下している。

## 単行本
- 第壱巻 2007年7月26日 初版発行 ISBN 978-4-04-854111-4
- 第弐巻 2007年9月26日 初版発行 ISBN 978-4-04-854114-5
- 第参巻 2008年5月26日 初版発行 ISBN 978-4-04-854177-0
- 第四巻 2008年7月26日 初版発行 ISBN 978-4-04-854198-5
- 第五巻 2009年4月25日 初版発行 ISBN 978-4-04-854313-2
- 第六巻 2009年10月26日 初版発行 ISBN 978-4-04-854385-9
- 第七巻 2010年3月26日 初版発行 ISBN 978-4-04-854444-3
- 第八巻 2010年8月26日 初版発行 ISBN 978-4-04-854515-0
- 番外 大和絵草紙 2010年3月26日 初版発行